# یحیی حمیدالدین
الإمام یحیی محمد حمید الدین محمد المتوکل (۱۸۶۹–۱۹۴۸) معروف به امام یحیی مؤسس حکومت متوکلی یمن و مقتدرترین امام زیدی‌های یمن در قرن بیستم بود. او از جوانی با عثمانی‌ها و انگلیس همواره در حال جنگ بود. عهدنامه دعان که در سال ۱۹۱۱ میان وی و عثمانی‌ها بسته شد و در سال ۱۹۱۳ مورد تأیید عثمانی‌ها قرار گرفت از نتایج سیاست‌های وی بود که استقلال یمن را تثبیت نمود.

## فعالیت
یحیی محمد در سال ۱۹۰۴ میلادی پس از قتل پدرش امام محمد بن یحیی حمیدالدین (۱۸۳۹ تا ۱۹۰۴) توسط مخالفان، به عنوان امام و حاکم یمن زیدی به قدرت رسید. در آغاز حکومتش، تنها کنترل مناطق کوهستانی و قبایلی محدود را داشت، اما به تدریج موفق شد نفوذ خود را بر سراسر یمن شمالی گسترش دهد.
او در سال ۱۹۱۸ میلادی، با فروپاشی امپراتوری عثمانی در پی جنگ جهانی اول، استقلال کامل یمن را اعلام کرد و عنوان ملک المتوکل علی الله را برای خود برگزید.
در دوره حکومت او، یمن به طور رسمی به عنوان پادشاهی متوکلیه یمن شناخته شد. امام یحیی توانست نظم نسبی را برقرار کند، مالیات‌ها را سامان دهد، ارتش ضعیفی ایجاد کند و روابط بین‌المللی محدودی با کشورهای همسایه برقرار نماید.
با این حال، شیوه حکومت او بسیار سنتی، خودکامه و مبتنی بر ساختارهای قبیله‌ای و مذهبی بود. وی اصلاحات مدرن (مثل آموزش عمومی یا توسعه اقتصادی) را بسیار محدود کرد و از تعامل گسترده با جهان خارج پرهیز داشت.
امام یحیی نهایتاً در سال ۱۹۴۸ میلادی در جریان یک کودتای ناکام به نام انقلاب مشروطه (که توسط روشنفکران، افسران و برخی از روحانیون زیدی طراحی شده بود) ترور شد.  پس از کشته شدن او، پسرش احمد بن یحیی حمیدالدین قدرت را در دست گرفت و سلطنت زیدی را ادامه داد.

## شاگردان
امام یحیی در علوم معقول و منقول خبره بود و شاگردانی نیز داشت. وی همچنین ازمشایخ روایی برخی همچون سید شهاب الدین مرعشی نجفی است.